# André Luís Neitzke
André Luís Neitzke (født 24. november 1986) er en tidligere brasiliansk fodboldspiller.